# Histoire de la danse chinoise

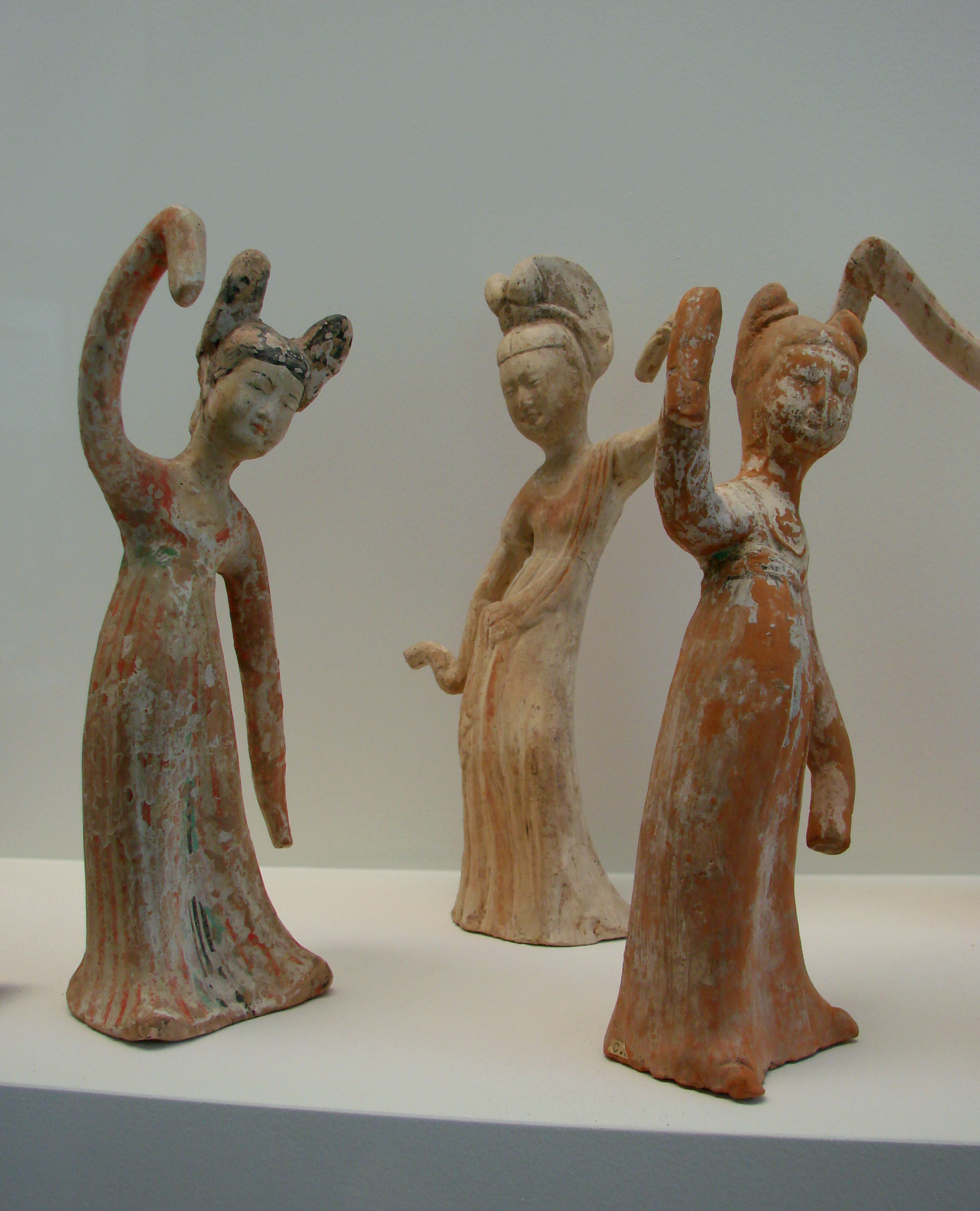
Figurines de danseuses datant de la dynastie Tang. La danse avec des mouvements de manche est connue depuis la dynastie Zhou et plus tôt en Chine.

La danse en Chine a une longue histoire. Les représentations de la danse en Chine apparaissent il y a plus de 4000 ans. Les premières danses sont probablement des danses folkloriques ou des danses rituelles, et certaines se transforment ensuite en danses de cour. Les plus importantes des premières danses ont des rôles cérémoniels et de rituel importants et sont connues sous le nom de yayue, qui continuent à être exécutées à la cour impériale jusqu'à la dynastie Qing. Une profusion de danses dans les divertissements populaires et de cour ainsi que des danses folkloriques sont inscrites dans des textes anciens. L'art de la danse en Chine atteint son apogée pendant la dynastie Tang (618-907) durant laquelle de nombreuses danses sont mentionnées. La danse en tant que forme d'art individuelle décline durant les époques ultérieures, lorsque les danses sont intégrées aux opéras et que la danse féminine décline, également lorsque le bandage des pieds devient plus répandu. Plus récemment, la danse connaît une résurgence et est largement interprétée par le public et les professionnels.
On retrouve des traces écrites de danses chinoises depuis plus de deux mille ans de façon ininterrompue. Certaines formes de danse encore pratiquées aujourd'hui, par exemple la "danse à manches longues", sont citées au moins dès la dynastie Zhou (vers 1045-256 av. n. è.). Certaines des danses chinoises les plus connues, telles que la danse du lion, peuvent également être attribuées à la dynastie Tang ou à une époque antérieure, tandis que d'autres existent probablement sous différentes formes à l'époque, et beaucoup sont déjà connues depuis au moins l'ère Song. Alors que de nombreuses danses chinoises ont de vieilles racines, la danse est également une forme d'art en constante évolution et les développements modernes des danses chinoises se poursuivent continuellement.

## Histoire ancienne

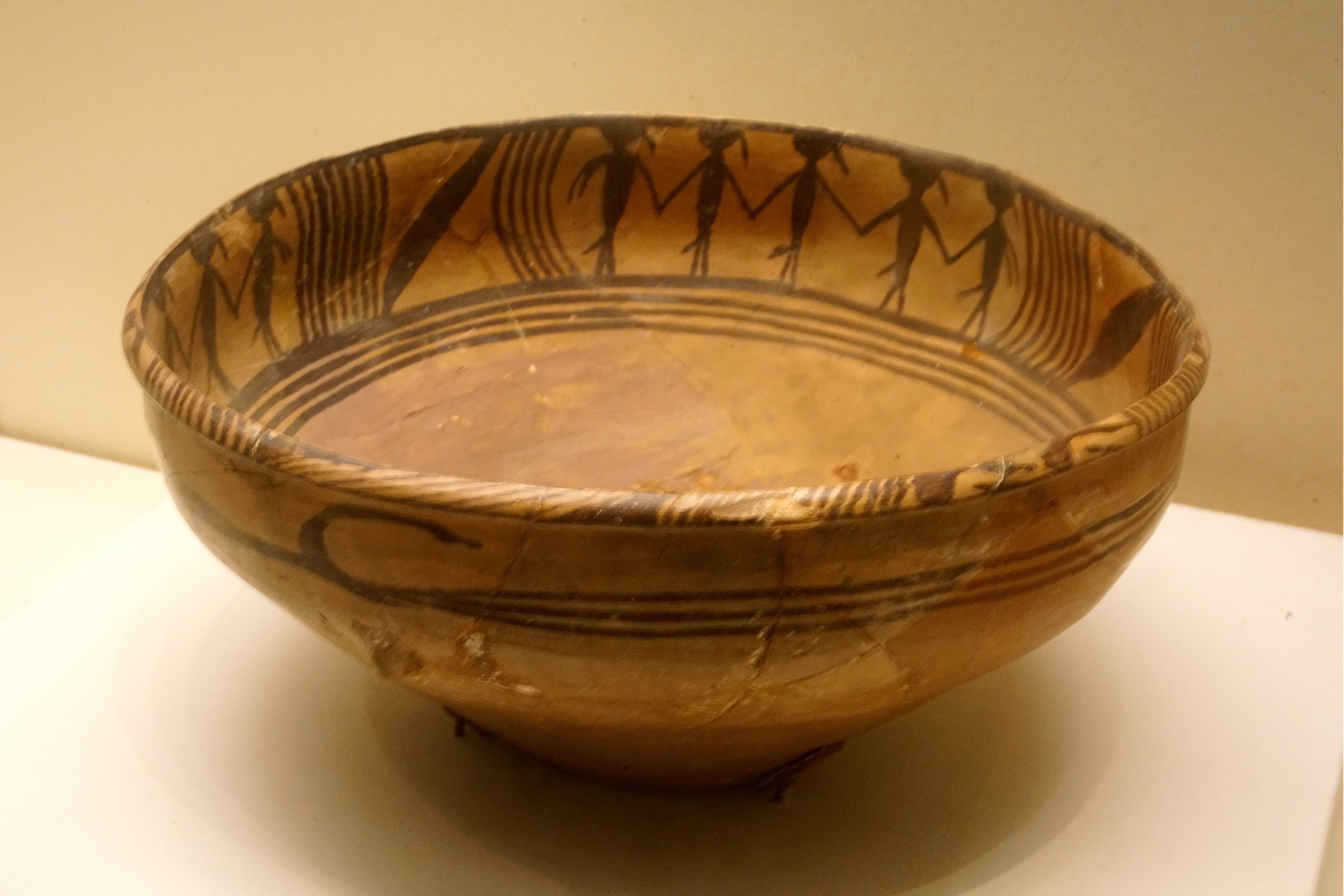
Bol de la culture Majiayao (c. 3300 - 2000 av. n. è.) décoré de figures d'hommes dansant en ligne

On retrouve des représentations picturales de la danse dans la poterie chinoise dès la période néolithique (avant 2000 av. n. è.), montrant des personnes dansant en ligne se tenant la main. Le premier caractère chinois pour "danse",, apparaît dans les os oraculaires et représente un danseur tenant des queues de bœuf dans chaque main. Selon le Lüshi Chunqiu (compilé vers 239 av. n. è.): "Autrefois, les membres du clan Getian (葛天氏) dansaient par paires [ou à trois] avec des queues de bœuf à la main, tapant des pieds et chantant huit strophes" ,.
La danse primitive dans la Chine ancienne est également associée à la sorcellerie et au rituel chamanique. Une forme ancienne du caractère chinois pour sorcier, wu (巫), représentait des chamans dansants ou leurs manches;wu décrivait donc quelqu'un qui pratiquait la danse comme un moyen de communication entre les dieux et les hommes. Il existe de nombreux anciens comptes rendus de chamanes et de sorciers dansant, par exemple en exécutant la danse de la pluie en période de sécheresse. La danse de la pluie (舞雩, wǔyú) est mentionnée dans de nombreux textes anciens, dont les Entretiens de Confucius.
Des textes chinois anciens tels que les Rites des Zhou (IIe siècle avant notre ère) répertorient certaines des premières danses. Les plus importantes danses de la dynastie Zhou sont les six danses appelées les "Grandes Danses" qui sont exécutées pour vénérer le Ciel, la Terre, les dieux, les ancêtres ou les figures légendaires. Ces six danses font partie du système de musique et de danse de cour établi pour la première fois pendant la dynastie des Zhou de l'Ouest (1046-771 av. n. è.) connue sous le nom de yayue. La musique et la danse sont considérées comme faisant partie intégrante d'un tout, chaque danse aurait un morceau de musique associé; le mot pour musique (樂, yue) peut donc également faire référence à la danse, et il peut également être étendu à la poésie ainsi qu'à d'autres formes d'art et de rituels. Ces six danses proviendraient à l'origine de l'époque de six personnages historiques ou légendaires,,:
- Yunmen Dajuan (雲門大卷), de l'ère de l'Empereur Jaune, se produit pour la vénération du ciel.
- Daxian (大咸, ou Dazhang 大章), de l'ère de l'empereur Yao, pour la vénération de la terre.
- Daqing (大磬, ou Dashao 大韶), de l'ère de l'empereur Shun, pour la vénération des dieux des quatre directions, ou le soleil, la lune, les étoiles et les mers.
- Daxia (大夏), en l'honneur de Yu le Grand, pour la vénération de la montagne et des rivières.
- Dahu (大濩), de Cheng Tang datant de la fin de la dynastie Xia, pour la vénération des ancêtres féminins.
- Dawu (大武), en louange du roi Zhou Wuwang, utilisé pour le culte des ancêtres.

Le dashao (大韶) est une danse qui daterait de l'époque de l'empereur Shun (l'époque néolithique), les danseurs se seraient déguisés en oiseaux et en bêtes. L'un des premiers documents sur le sujet, Shujing, mentionne le rituel consistant à « frapper les pierres pendant que tous les animaux sauvages dansent »,. Ces prestations de danse sont très appréciées par Confucius.
Le daxia est une danse exécutée en louange de Yu le Grand de la dynastie Xia, célèbre pour son travail sur le contrôle des inondations. Dans cette danse, 64 artistes dansent torse nu, portant des bonnets de fourrure et des jupes blanches. Les mouvements de la danse auraient imité le travail manuel effectué lors du contrôle des crues.
Ces danses formelles sont divisées en deux types: civiles et militaires. Dans une danse civile (文舞), les danseurs tiennent en main des objets tels que des bannières de plumes, et la danse militaire (武舞) implique de brandir des armes. Le dawu est une danse importante en six parties décrivant les exploits militaires du roi Zhou Wuwang et pouvant impliquer des éléments martiaux tels que l'utilisation d'armes.
Six autres danses forment ce qu'on appelait les « petites danses », exécutées par des membres plus jeunes de l'aristocratie lors de cérémonies mineures et de rituels de sacrifice. Elles sont:
- la Danse de la Soie aux Cinq Couleurs (帗舞), exécutée pour le culte des dieux de la terre et du grain.
- la Danse des Plumes (羽舞), en hommage aux temples ancestraux ou aux Dieux des Quatre Directions.
- la Danse Impériale (皇舞), exécutée en hommage aux Dieux des Quatre Directions ou en danse de la pluie.
- la Danse de la Bannière Queue de Yack (旄舞), exécutée sur des sites sacrificiels à Biyong (辟雍), un lieu d'apprentissage.
- la Danse du Bouclier (干舞), exécutée à des fins militaires ou pour la vénération des montagnes et des rivières.
- la Danse du Peuple (人舞), exécutée en l'honneur des étoiles ou des temples ancestraux.

Toutes les danses comprennent des danseurs tenant des objets tels que des panaches de plumes, des queues de yack ou un bouclier, à l'exception de la Danse du Peuple centrée autour de mouvements de manches.
Outre les danses formelles et rituelles, les danses populaires et folkloriques sont également mentionnées dans les textes anciens. Dans le Classique des Rites, il est écrit que le marquis Wen de Wei s'est exprimé sur ses craintes de s'endormir pendant les représentations mesurées et majestueuses de la cour et préfère la nouvelle musique et les danses populaires de Wey et Zheng ; cependant, son conseiller confucéen les condamne comme décadents et désordonnés ,.
Pendant les périodes des Printemps et Automnes et des Royaumes combattants, des descriptions de danseuses professionnelles apparaissent également dans les textes anciens. Il se serait probablement agit de personnes issues de familles plus pauvres qui visitent et se produisent dans les quartiers des femmes du palais ou dans les maisons des nobles. Des esclaves sont gardés comme danseurs depuis la dynastie Xia.

## Dynasties Qin et Han (221 av. n. è – 220 ap. n. è)

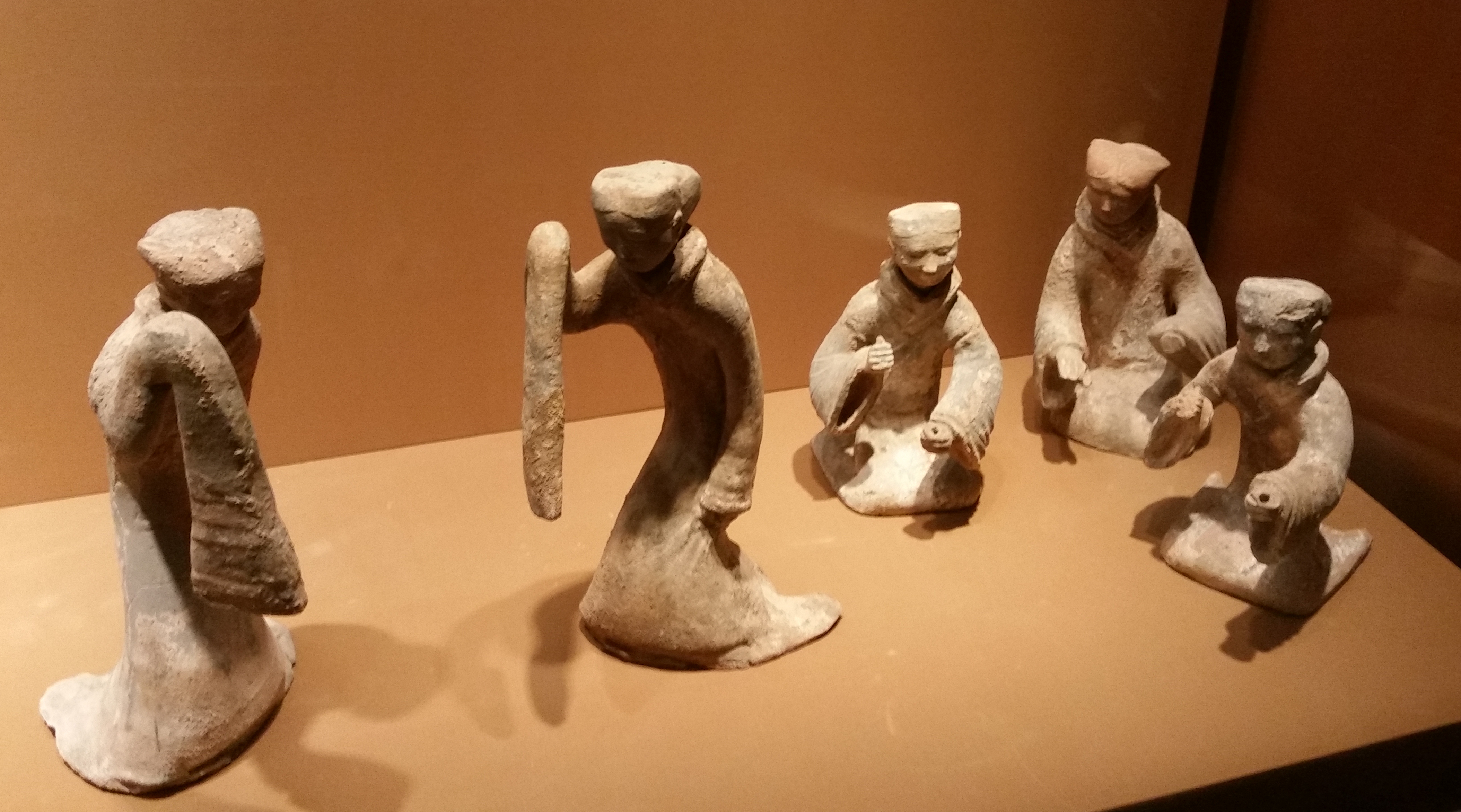
Figurines de la dynastie Han montrant des danseurs à manches longues.

Durant les dynasties Qin et Han, la cour impériale crée le yuefu (littéralement bureau de la musique), qui est chargé de rassembler les musiques et danses folkloriques pour les représentations à la cour. Une danse populaire de la dynastie Han est la Danse à Manches Longues, qui est représentée dans de nombreuses images et sculptures de l'époque. Cette forme de danse traditionnelle survit à ce jour. La manche peut être longue et étroite, longue et large, ou similaire aux "manches d'eau (en)" utilisés dans l'opéra chinois. Des textes historiques révèlent également que les danseurs dansent en se penchant à la taille tout en bougeant leurs manches.
De nombreuses danses de cette période sont mentionnées dans les textes historiques. Dans un récit, une danse de l'épée serait exécutée par Xiang Zhuang lors d'un banquet pour tenter d'assassiner Liu Bang (le fondateur de la dynastie Han) lors de la fête à la porte Hong. Cet événement constitue la base de la danse "Gong Mo" (公莫舞) - "Gong Mo", littéralement "Monsieur, ne le faites pas!", qui décrit les actions de blocage de Xiang Bo pendant la danse de l'épée pour empêcher Xiang Zhuang de donner des coups d'épée en direction de Liu Bang. La danse « Gong Mo » est plus tard connue sous le nom de Danse du Foulard (巾舞). La danse est exécutée avec une longue écharpe tenue dans chaque main, et est similaire à la Danse de Soie Longue d'aujourd'hui. Liu Bang aurait aussi aimé la danse de guerre du peuple Ba, appelée danse Bayu (巴渝) et connue à des époques plus tardives sous divers noms tels que Zhaowu (昭武) à l'époque du Wu oriental et Xuanwu (宣武) au cours de la dynastie Jin. Les représentations à grande échelle de cette danse impliquent de brandir des armes au son de tambours et de chants en langue Ba.

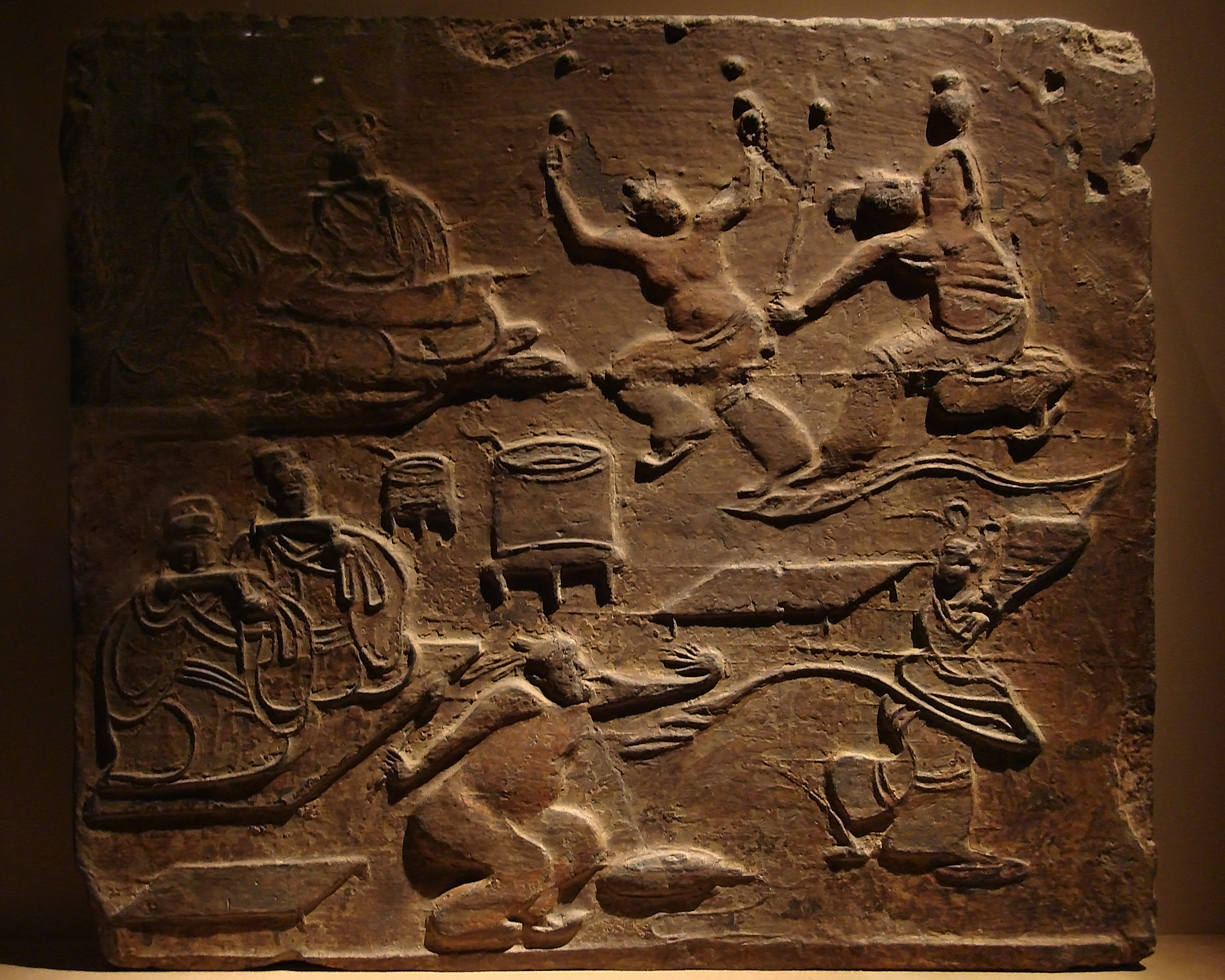
Représentation d'acrobates et de danseurs dans une chambre funéraire à Chengdu datant de la dynastie des Han de l'Est. Le danseur tenait dans chaque main de longs morceaux de soie sur tige.

D'autres danses de la période comprennent la Danse du Tambour (鞞舞), la Danse des Cloches (鐸舞), la Danse du Sabre et la danse en couple mixte (對舞). L'essai lyrique sur la danse de Fu Yi (傅毅) décrit la Danse des Sept Plateaux (七盤舞, également appelée Danse du Tambour du Plateau 盤鼓舞), une combinaison d'acrobaties et de danse dans laquelle le danseur saute gracieusement entre les plateaux et les tambours sur les plateaux, et qui devient plus rapide au fur et à mesure que la danse progresse,.
Durant la dynastie Han, une forme de divertissement populaire est le spectacle de variétés appelé baixi (百戲, ou "cent spectacles") qui se développe à partir du jiaodi (角抵, à l'origine une forme de jeu de lutte avec des hommes portant des cornes) de la dynastie Qin. Dans ces spectacles, divers arts de variété chinois sont exécutés, tels que l'acrobatie, les arts martiaux, les tours de magie, les spectacles comiques, la musique et la danse. Zhang Heng inscrit diverses performances dans son essai lyrique sur la capitale occidentale (西京賦), décrivant des danseurs déguisés en bêtes, en poissons et en dragons.
Une célèbre danseuse de la dynastie Han est Zhao Feiyan, une grande beauté qui devient impératrice après sa jeunesse modeste. Elle est nommée Feiyan ou « Hirondelle volante » d'après sa silhouette élancée et ses pas de danse souples, si légers qu'elle semble trembler comme une fleur dans la main,. Les danseurs professionnels de l'époque sont de statut social inférieur et beaucoup entrent dans la profession par la pauvreté, bien que certains comme Zhao Feiyan atteignent un statut plus élevé en devenant des concubines. Une autre danseuse était Wang Wengxu (王翁須) qui est contrainte de devenir une domestique chanteuse-danseuse mais qui plus tard enfante le futur empereur Xuan de Han.

## Ère des six dynasties (220-589 ap. n. è)
Durant la période des Six Dynasties, entre la fin de la dynastie Han et le début de la dynastie Sui, le développement de la musique et de la danse chinoise subit de fortes influences de l'Asie centrale. Des instruments de musique tels que le pipa en forme de poire et des danses telles que la danse du lion ont peut-être été introduits durant cette période via l'Asie centrale. La musique et la danse de Kucha deviennent populaires, tout comme celles du Liang occidental (dans la province moderne du Gansu), ce qui peut être une assimilation des styles des Han et d'autres peuples non-Han. L'empereur Wu des Zhou du Nord, d'origine Xianbei, épouse une princesse turque qui apporta également en Chine de la musique et des danses d'Asie centrale. 
Cette période a vu des guerres civiles ainsi que des conflits avec les nomades du nord (Wu Hu), entraînant l'éclatement de la Chine en plusieurs États et dynasties établis par les Chinois Han et non-Han. La cour impériale de la dynastie Jin (265-420) est déplacée vers le sud et de nombreux Chinois Han migrent également vers le sud en raison de la pression des tribus Hu du nord. Cette migration entraîne une fusion de la musique et de la danse des plaines centrales avec celles des traditions locales du sud, produisant un genre connu sous le nom de musique Qingshang (清商) (plus tard connu simplement sous le nom de Qingyue 清樂).
Lorsque la capitale est déplacée vers Jiankang (dans l'actuelle Nanjing), la musique et la danse de la région de Wu dans le cours inférieur du fleuve Yangtze deviennent populaires. Ces danses comprennent la danse Qianxi (前溪舞), Qianxi étant un village où les artistes s'étaient autrefois réuni pour apprendre la musique et la danse ; la Danse du Fouet (拂舞) ; la Danse de la Ramie Blanche (白紵舞); la Danse du Plateau de Coupe (杯槃舞); et la Danse Mingjun (明君舞), qui raconte l'histoire de Wang Zhaojun.

## Dynasties Sui et Tang (581-907 ap. n. è.)

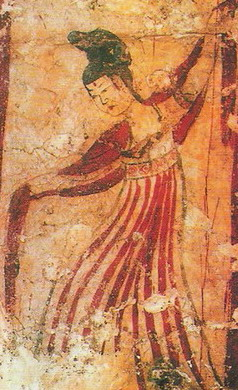
Un danseur de la dynastie Tang, d'une peinture murale découverte à Xi'an, dansant avec un châle.

À la fin du VIe siècle, l'empereur Wen de la dynastie Sui met fin aux conflits et à la division de la Chine et réunifie le pays. La dynastie Sui rassemble la musique et la danse des différents peuples sous son règne ainsi que la musique populaire de l'extérieur de la Chine dans les "Sept livres de musique" (七部樂), décrivant la musique et la danse du Liang occidental, de la Corée, de l'Inde, de Boukhara, de Kucha, le Qingshang et le Wenkang (文康, une danse masquée, connue plus tard sous le nom de Libi, 禮畢).
Plus tard durant la dynastie Sui, la musique et la danse de Shule et de Samarkand sont ajoutées pour former les « Neuf livres de musique », élargis en dix pendant le règne de l'empereur Taizong de la dynastie Tang, lorsque le Yanyue (燕樂, musique de banquet) et la musique de Gaochang sont ajoutés mais le Wenkang abandonné. Les plus populaires parmi ceux-ci sont la musique Qingshang, et celles du Liang occidental et du Kuchan.
Ces ensembles de danses exécutés à la cour impériale montrent la diversité et le caractère cosmopolite de la musique et de la danse de la dynastie Tang : seuls les styles de musique Yanyue et Qingshang sont issus des Chinois Han. La musique et la danse de l'Inde, de l'Asie centrale, de l'Asie du Sud-Est (Pyu et Funan) et d'autres États bordant la Chine Tang tels que le Tuyuhun et le Nanzhao sont jouées dans la capitale impériale Chang'an avec des artistes et des danseurs en costume indigène. La cour impériale Tang réunit les danseurs les plus talentueux du pays pour exécuter une danse somptueuse qui incorpore des éléments de danse chinois, coréens, indiens, perses et de l'Asie centrale.

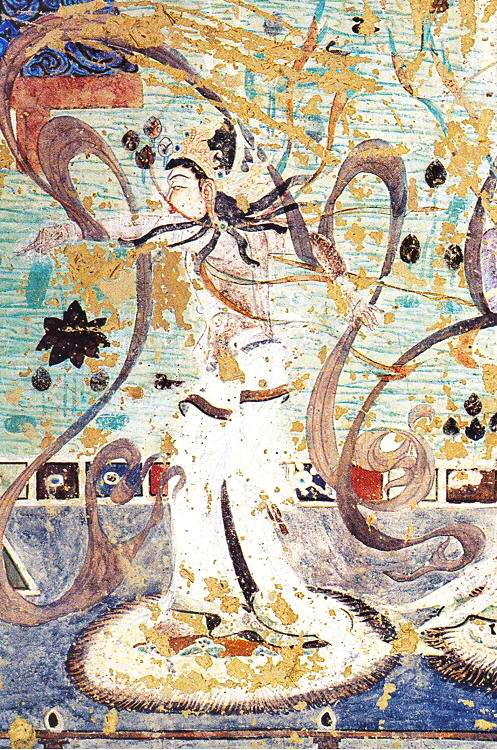
Danseur en fresque des grottes Mogao exécutant peut-être la danse tourbillonnante où les danseurs tournent sur un tapis circulaire

Les danses d'Asie centrale sont particulièrement populaires, comme la danse sogdienne tourbillonnante (胡旋舞) de Samarkand, une danse comprenant des tournoiements rapides (des mouvements de danse en rotation sont encore présents parmi le peuple ouïghour aujourd'hui). La danse aurait également été exécutée par An Lushan et la concubine de l'empereur Xuanzong, l'épouse Yang.
Une autre danse très populaire est la danse de la Branche de Mûrier (柘枝舞) de Tachkent, qui peut être dansée en solo, accompagné de percussions rapides, ou en duo où deux filles apparaissent d'abord cachées dans une grande fleur de lotus. Il y a aussi une danse solo masculine appelée Danse du Saut Barbare (胡騰舞), décrite comme la danse d'un peuple à la peau blanche avec un nez haut ponté,,.
La dynastie Tang est l'âge d'or de la musique et de la danse chinoises. Des institutions sont mises en place pour superviser la formation et les représentations de musique et de danses à la cour impériale, telles que la Grand Bureau de la Musique (太樂署) responsable du yayue et du yanyue, et le Bureau des Tambours et Trompettes (鼓吹署) responsable de la musique de cérémonie. L'empereur Gaozu crée l'Académie royale, tandis que l'empereur Xuanzong crée l'Académie du jardin des poires pour la formation des musiciens, des danseurs et des acteurs. Il y a environ 30 000 musiciens et danseurs à la cour impériale sous le règne de l'empereur Xuanzong la majorité d'entre eux spécialisés dans le yanyue. Tous sont sous l'administration du Bureau des Tambours et Trompettes et d'une organisation faîtière appelée le temple de Taichang (太常寺).
Les représentations musicales à la cour Tang sont de deux types : les représentations assises (坐部伎) et les représentations debout (立部伎). Les représentations assises sont menées dans des salles plus petites avec un nombre limité de danseurs et mettent l'accent sur un art raffiné. Les représentations debout comportent de nombreux danseurs et sont généralement exécutées dans des cours ou des places destinées à de grandes présentations.
Les pièces de représentations debout comprennent la Danse des Sept Vertus (七德舞), appelée à l'origine "Le prince de Qin brise les rangs" (秦王破陣樂), célébrant les exploits militaires de l'empereur Taizong (anciennement connu sous le nom de prince de Qin avant qu'il devienne Empereur). Ces représentations sont exécutées avec 120 danseurs en armure décorée d'or avec des lances, mais peuvent également être exécutées en tant que spectacle assis par quatre danseurs en robes de soie rouge. Deux autres danses notables de la dynastie Tang sont la Danse de la Bonté Bénie (慶善舞, également appelée Danse des Neuf Mérites, 九功舞) et la Danse Suprême Originale (上元舞).

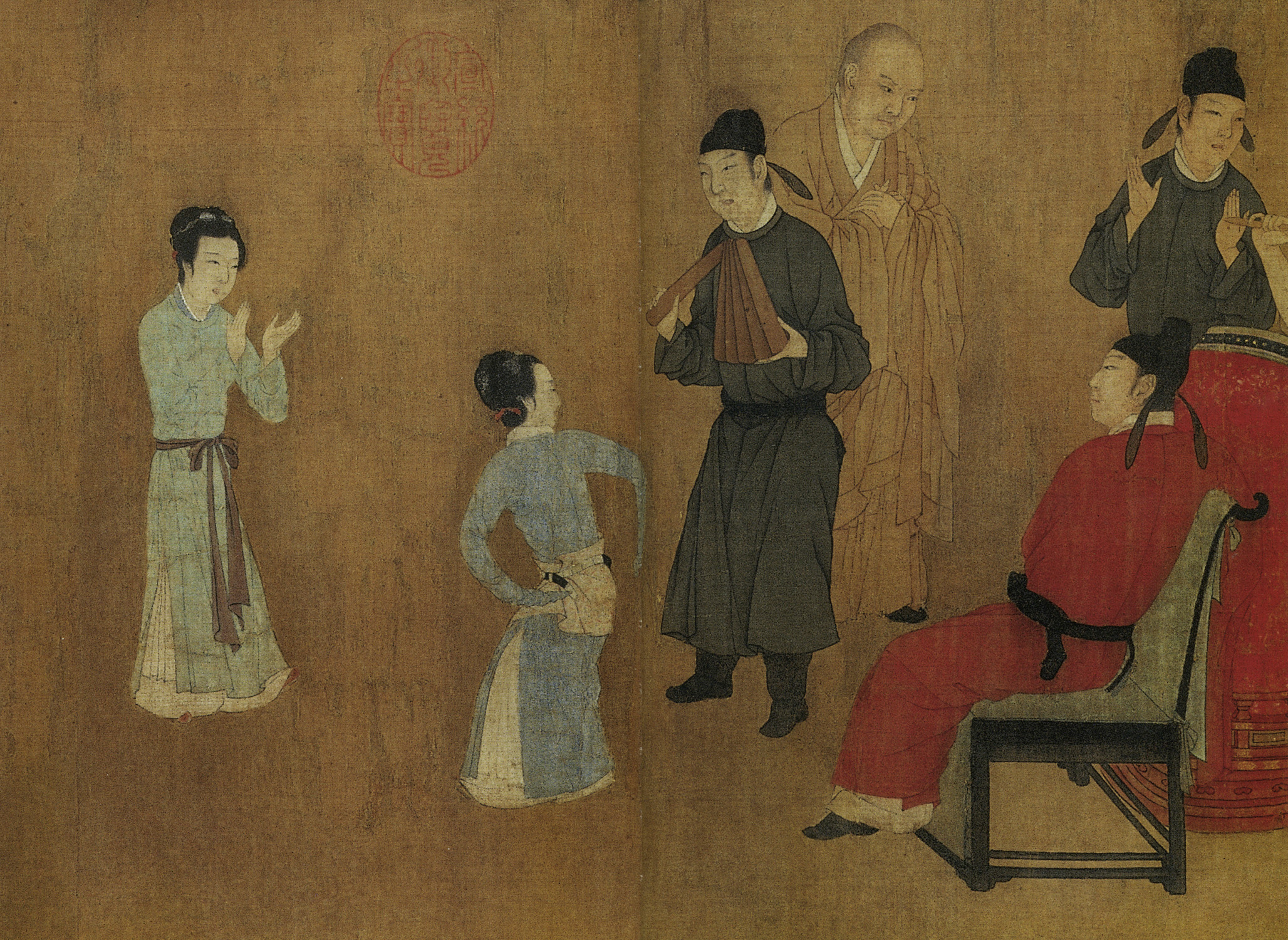
Détails de la peinture du Tang du Sud / dynastie Song "Fêtes nocturnes de Han Xizai" de Gu Hongzhong, représentant le danseur Wang Wushan (王屋山) exécutant la danse de la Taille Verte de la dynastie Tang. La danse s'appelait aussi Liuyao (六么) car sa prononciation est similaire à Taille Verte (Luyao, 綠腰).

Les danses à petite échelle, exécutées lors de banquets et d'autres occasions, peuvent être divisées en deux catégories : les danses énergiques (健舞), qui sont vigoureuses et athlétiques, et les danses douces (軟舞), qui sont douces et gracieuses. Les danses énergiques comprenaient celles d'Asie centrale, telles que la Danse Tourbillonnante, la Danse de la Branche de Mûrier et la Danse du Saut Barbare. Une danse énergique bien connue est la Danse de l'Épée, fameusement exécutée par Lady Gongsun (公孫大娘), dont la performance est connue pour avoir inspiré la calligraphie cursive de Zhang Xu. Les danses douces comprenaient la Danse à la Taille Verte (綠腰), une danse solo féminine.
Les performances à grande échelle lors de banquets avec des chanteurs, des danseurs et des musiciens à la cour Tang étaient appelées Grandes Compositions (大曲). Celles-ci se sont développées à partir des grandes compositions Xianghe (相和大曲) de la dynastie Han, mais sont devenues très élaborées pendant la dynastie Tang. Un exemple particulièrement célèbre est la Danse de la Jupe Arc-en-ciel Robe à Plumes (霓裳羽衣舞) chorégraphiée par la concubine Yang et réglée sur un air qui aurait été composé par l'empereur Xuanzong lui-même. Cette danse, appelée à l'origine la Danse Brahmane, était peut-être une danse d'Asie centrale ou indienne introduite à la cour des Tang par le biais de Kucha. C'est une danse douce et lente qui peut être dansée en groupe mais aussi en solo, accompagnée par des cordes et des bois avec un chœur fredonnant, avec les danseurs en costumes élaborés. Bon nombre de ces danses somptueuses cessent d'être exécutées après la révolte d'An Lushan, qui diminue le pouvoir et la richesse de l'État, et la musique et la danse de cour perdent une part considérable de leur importance.

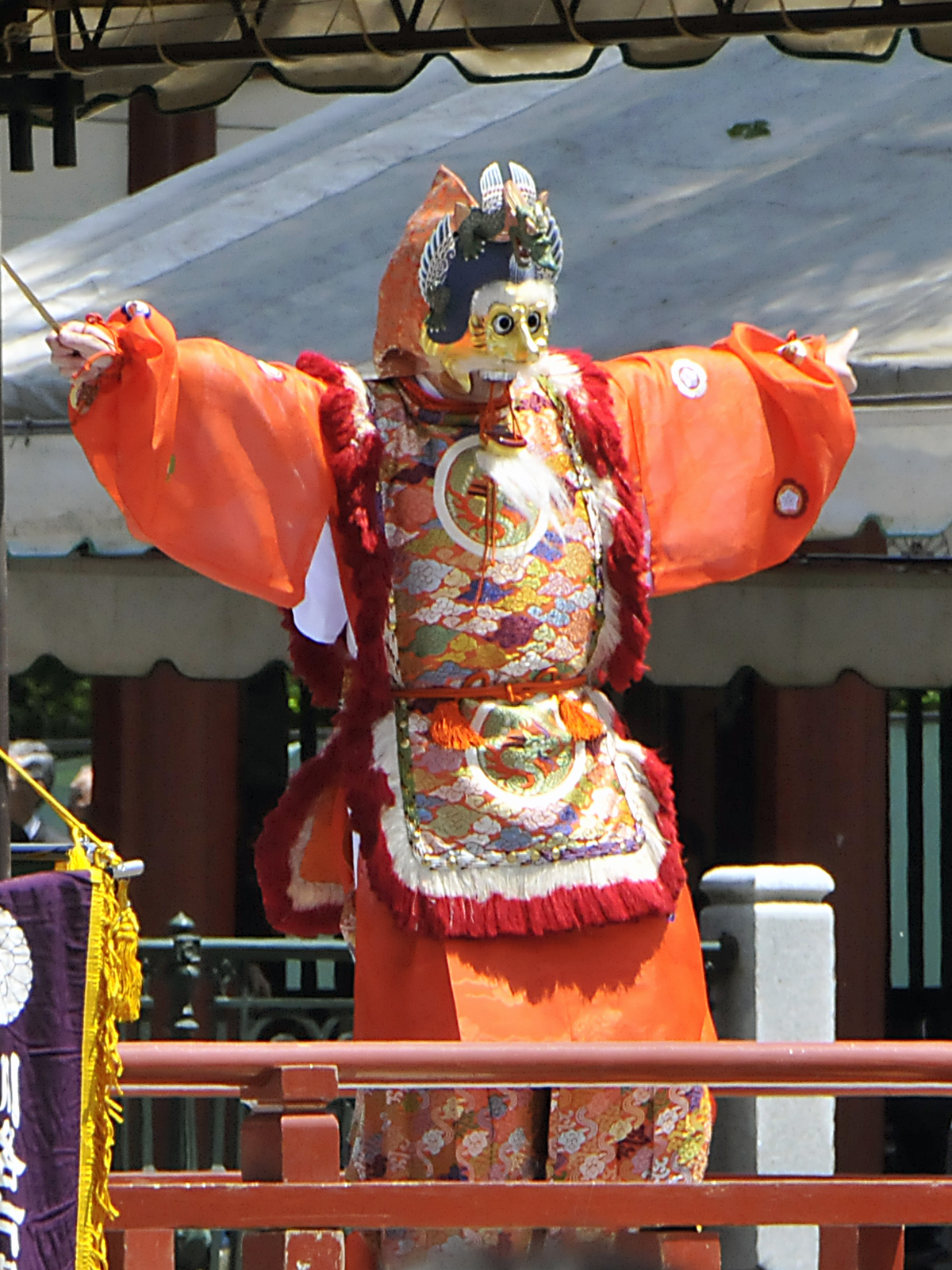
Certains morceaux de musique et de danse de la dynastie Tang qui ont disparu de Chine survivent au Japon. Un exemple est la danse masquée Le Roi de Lanling (蘭陵王).

Au cours des dynasties Sui et Tang, l'art dramatique de chant-et-danse des dynasties précédentes devient populaire et se développe davantage. Des exemples comprennent le Grand Visage (大面) ou « masque », également appelé « Le Roi de Lanling » (蘭陵王), une danse masquée de la dynastie Qi du Nord honorant Gao Changgong qui alla au combat avec un masque,. Le Botou (撥頭, signifiant ici utiliser la main pour écarter les cheveux), originaire d'Asie centrale, est une autre danse masquée. Il raconte l'histoire d'un fils en deuil cherchant le tigre qui a tué son père, utilisant sa main pour écarter de son visage ses cheveux, débraillés par le chagrin, afin de mieux voir. "La Femme Chantante Dansante" (踏謡娘) raconte l'histoire d'une femme battue par son mari ivre, initialement interprétée par un homme habillé en femme,. Les histoires racontées dans ces pièces d'art dramatique chant-et-danse sont simples, mais on pense qu'elles sont les précurseuses de l'opéra et du théâtre chinois,.
De nombreuses danses de la dynastie Tang sont décrites dans la poésie Tang : Bai Juyi et Yuan Zhen parlent de la Danse Tourbillonnante dans leurs poèmes "La Fille Hu Tourbillonnante" (胡旋女), Du Fu de la Danse de l'Épée,. La Danse de la Ramie Blanche, la Danse du Lion et d'autres danses sont également mentionnées. Les poètes Tang écrivent également des versets Ci sur des airs de danses tels que le "Boddhisattva Barbare" (菩薩蠻), une danse de procession (隊舞) qui peut avoir plusieurs centaines d'interprètes.
Un grand nombre de danses sont répertoriées sous la dynastie Tang, dont plus de 60 Grandes Compositions. La plupart, cependant, sont perdues après l'effondrement de Tang. Certaines musiques et danses ont été transmises au Japon et sont conservées à ce jour sous le nom de Tōgaku, qui fait maintenant partie du gagaku.

## Cinq dynasties à la dynastie Song (907-1279 ap. n. è.)

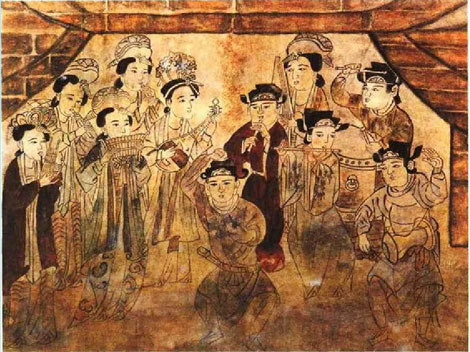
Peinture murale d'une tombe de la dynastie Song dans le Henan, représentant un danseur accompagné de musiciens.

Une période de fragmentation, la période des Cinq Dynasties et des Dix Royaumes, suit la chute de la dynastie Tang jusqu'à ce que la Chine soit unifiée sous la dynastie Song. Durant la dynastie Song, le bandage des pieds commence à se répandre parmi l'élite en Chine, et la pratique aurait commencé pendant la période des Cinq Dynasties et des Dix Royaumes chez les danseuses. Une histoire traite de la concubine préférée de l'empereur des Tang du Sud, Li Yu, qui se lie les pieds en forme de croissant de lune et exécute une danse du lotus sur la pointe de ses pieds à la manière d'un ballet. Bien que peut-être originaire de la danse, le bandage des pieds qui se répand parmi les femmes de l'élite chinoise pendant la dynastie Song aurait également contribué au déclin de la danse en tant que forme d'art. Après la dynastie Song, à mesure que le bandage des pieds devient plus répandu, on entend de moins en moins parler de beautés et de courtisanes qui étaient également de grandes danseuses. Des laçages plus serrés durant les périodes suivantes restreignent également les mouvements des femmes qui, en conjonction avec l'augmentation les restrictions sociales imposées aux femmes, aboutiraient finalement à la quasi-élimination des femmes danseuses durant les époques ultérieures,.

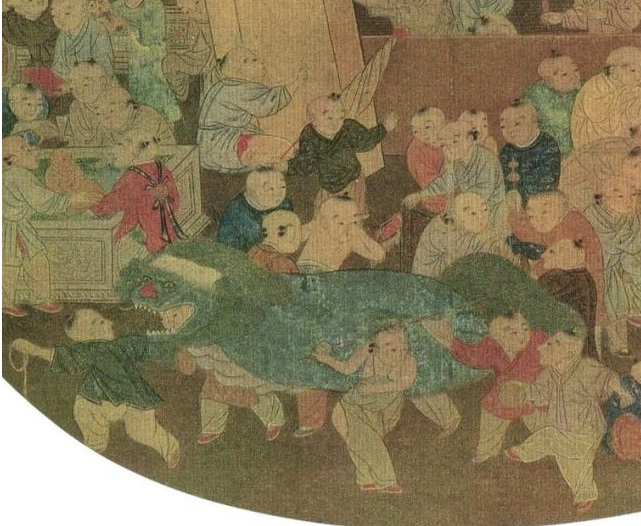
Détails de la peinture de la dynastie Song « Cent enfants jouant au printemps » (百子嬉春圖) de Su Hanchen (蘇漢臣) montrant des enfants exécutant la danse du lion.

Les centres de divertissement populaires dans la capitale Song Bianliang (aujourd'hui Kaifeng) et plus tard à Lin'an (aujourd'hui Hangzhou) sont les wazi (瓦子, signifiant "tuiles") ou wasi (瓦肆, "marché aux tuiles"), où l'on peut trouver des théâtres circulaires clôturés appelés goulan (勾欄). Diverses formes de divertissement, y compris des danses, sont exécutées dans ces centres. Les danses exécutées sont par exemple les danses appelées Dance de Roue (舞旋), une référence à leur mouvement de rotation, et d'autres danses étrangères sont appelées Danse de Musique Étrangère (舞番樂). Certaines danses de la dynastie Tang se développent en une Danse d'Équipe avec un danseur principal appelé Centre Fleur, un présentateur appelé Baton de Bambou, avec des danseurs d'arrière-plan et des musiciens. Ces danses comprennent du chant ainsi que des monologues et des dialogues. Certaines des danses pratiquées communément en Chine moderne sont mentionnées sous la dynastie Song, par exemple le Tambour des Fleurs (花鼓) ; Jouer la Grosse Tête (耍大頭), qui est le Moine à Grosse Tête (大頭和尚) des époques ultérieures où l'interprète porte un grand masque de tête ; et la Danse Bateau Sec (旱船) qui est connue des dynasties précédentes, où un garçon se déguise en fille portant une structure semblable à un bateau en tissu donnant l'impression qu'il s'assoit dans un bateau, et accompagné d'un batelier tenant une rame,. Certaines de ces danses sont exécutées par des troupes de danse folklorique appelées shehuo (社火, du nom d'une fête du printemps) qui se produisent pendant les festivals, et chaque village ou ville aurait pu avoir sa propre troupe de danse. D'autres danses incluent la Capture de Papillons (撲蝴蝶), le Cheval de Bambou (竹馬) et la Danse Bao Lao (舞鮑老, Bao Lao était un personnage comique dans un spectacle de marionnettes).
Dans le wazi de la dynastie Song, diverses formes théâtrales fleurissent et l'opéra chinois commence à prendre forme. Les danses deviennent part d'un récit plus élaboré; par exemple, la danse de l'épée qui représente la fête de la Porte Hong serait suivie d'une représentation des réponses de Zhang Xu et Du Fu après avoir regardé la célèbre danse de l'épée de Lady Gongsun. Des histoires sont racontées, parfois avec des chansons incorporées dans ces spectacles de danse. Au nord, le théâtre chinois se développe sous la forme du spectacle de variétés zaju, et au sud, l'opéra nanxi.

## Yuan à Qing (1271-1912 ap. n. è.)

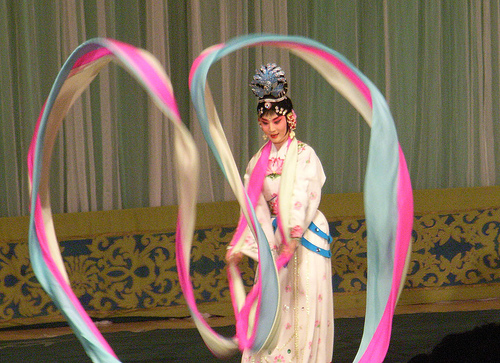
Danse dans le cadre de l'Opéra de Pékin dans une représentation de "Dame Céleste Disperse des Fleurs" (天女散花).

L'opéra chinois devient très populaire sous la dynastie Yuan, et dans les dynasties suivantes, une variété de genres tels que le kunqu et l'opéra de Pékin se développent dans diverses régions de Chine. Les danses sont absorbées par l'opéra et la danse devient une composante essentielle à maîtriser par les artistes d'opéra. L'intégration de la danse dans l'opéra est particulièrement évidente dans l'opéra kunqu tel que la pièce de la dynastie Ming Le Pavillon aux pivoines où chaque phrase de chant peut être accompagnée d'un mouvement de danse, et l'opéra est entrecoupé de pièces de chant-et-danse. Des danses telles que la "Danse Jugement" (舞判, également appelée la danse de Zhong Kui, 跳鐘馗) deviennent des pièces d'opéra durant la dynastie Ming, et des danses de la dynastie Song telles que le Battement du Drapeau (撲旗子) deviennent plus tard part de l'opéra chinois. L'opéra chinois devenant de plus en plus populaire, il y a également un déclin correspondant de la danse en tant que forme d'art distincte. Même sous la dynastie Ming, la danse pure devient déjà rare en dehors des traditions folkloriques et des représentations en groupe lors des festivals, et serait devenue de plus en plus rare. Les spectacles de danse exécutés par les femmes, déjà en déclin en raison de la pratique du bandage des pieds ainsi que d'autres restrictions sociales, font également l'objet d'interdictions durant des  périodes ultérieures. Par exemple, les femmes sont interdites de se produire dans le théâtre de Pékin par l'empereur Qianlong pendant la dynastie Qing, et des hommes reprennent les rôles féminins dans le théâtre et les pièces de danse,.
Les danses folkloriques restent cependant populaires. La plupart des danses folkloriques de la dynastie Qing sont connues depuis la période antérieure, par exemple, la danse yangge est développée à partir d'une danse connue durant la dynastie Song sous le nom de Musique de Village (村田樂). Les spectacles de chant-et-danse folkloriques à petite échelle deviennent populaires sous la dynastie Qing, par exemple les spectacles de chant-et-danse Tambour de Fleur, Lanterne de Fleur (花燈) et Cueillette du thé (採茶). Le spectacle Tambour de Fleur est d'abord populaire à la campagne, mais se répand ensuite dans les villes. Le spectacle Cueillette du Thé se développe à partir du chant-et-danse folklorique Lanterne de Cueillette du Thé. Certains de ces spectacles de chant et danse folkloriques influencent ou développent également des formes d'opéra locales.

## Ère moderne
Au début du 20e siècle, il y a une impulsion à "utiliser les anciennes formes" de la littérature et de l'art comme moyen de se connecter avec les masses. Les formes de danse traditionnelle chinoises sont révisées et propagées. En 1943, le parti communiste chinois lance le nouveau mouvement yangge où la danse yangge est adoptée comme moyen de rallier le soutien des villages. La nouvelle danse est une version simplifiée de l'ancienne danse avec des éléments socialistes tels que le chef de file tenant une faucille au lieu d'un parapluie, et elle est également connue sous le nom de "yangge de lutte" ou "yangge de réforme",.
Les formes de danse occidentales deviennent populaires au XXe siècle. Par exemple, la danse de salon occidentale devient populaire dans les années 1940 dans les boîtes de nuit de Shanghai, et les premiers dirigeants communistes tels que Mao Zedong et Zhou Enlai sont également de fervents danseurs de salon de style soviétique. Auparavant, il n'aurait pas été permis aux hommes et aux femmes de familles respectables de danser ensemble.
Une danseuse remarquable du vingtième siècle est Dai Ailian, qui rassemble des danses folkloriques et créé de nouvelles œuvres basées sur ces danses folkloriques du peuple Han ainsi que sur celles d'autres minorités ethniques pour une présentation publique. Ses œuvres incluent la Danse du Lotus, qui est basée sur une danse folklorique du Shaanxi, les Apsaras volantes basées sur les peintures murales des grottes de Mogao, Le Tambour du Peuple Yao, Le Muet Porte l'Infirme, le Printemps Tibétain et la Danse Folklorique d'Anhui,. Dai crée également la première école de ballet en Chine, l'École de Danse de Beijing, en 1954.
La pratique consistant à créer de nouvelles danses basées sur les anciennes formes de danses ainsi que sur diverses traditions folkloriques, débutée durant l'ère de la République Populaire de Chine, se poursuit encore jusqu'à ce jour. Bien que les dénominations traditionnelles soient utilisées, ces danses, telles que présentées au théâtre et à la télévision, sont généralement le résultat de l'interprétation moderne de danses anciennes perdues depuis longtemps et utilisent des éléments chorégraphiques modernes. Dans la Chine d'aujourd'hui, diverses formes de danse sont couramment exécutées dans des espaces publics ou des jardins par des groupes de personnes comme une forme d'exercice physique de groupe.

## Danse du dragon et danse du lion

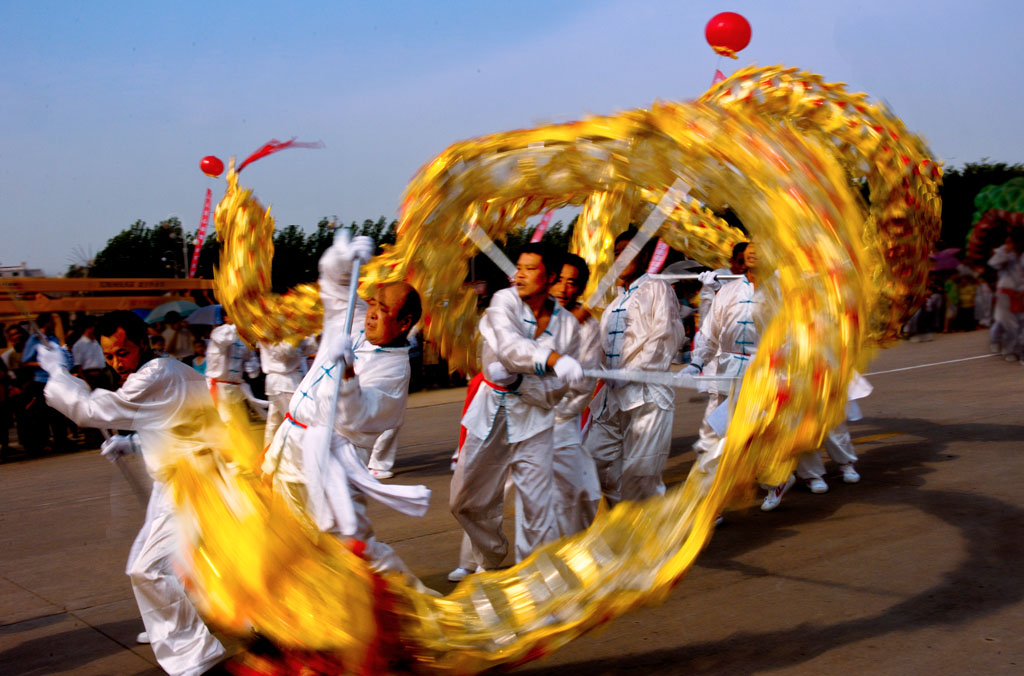
Danse du dragon.

Parmi les danses traditionnelles chinoises les plus connues figurent la danse du dragon et la danse du lion, et les deux danses sont connues sous diverses formes dans les dynasties précédentes. Une forme de danse du lion similaire à la danse du lion d'aujourd'hui est décrite dès la dynastie Tang, la forme moderne de la danse du dragon est probablement un développement plus récent.
Dans certaines des premières danses répertoriées en Chine, les danseurs se seraient habillés en animaux et en créatures mythologiques, et pendant la dynastie Han, certaines formes de danse du dragon sont mentionnées. Le dragon est associé à la pluie, et pendant la dynastie Han, une danse peut être exécutée lors d'un rituel pour faire appel à la pluie en période de sécheresse. Selon le texte de la dynastie Han Rosée luxuriante des Annales du printemps et de l'automne de Dong Zhongshu, dans le cadre du rituel, des figures d'argile de dragons seraient construites et les enfants ou les adultes exécuteraient ensuite une danse. Le nombre de dragons, leur longueur et leur couleur, ainsi que les interprètes auraient varié selon la période de l'année,. Dans les spectacles de variétés baixi, des artistes appelés « mimes » (象人) se déguisent en diverses créatures telles qu'un dragon vert jouant de la flûte, et des représentations durant lesquelles un poisson se transformait en dragon sont également décrites,. Certaines des performances sont représentées dans des gravures en relief sur pierre de la dynastie Han, et les accessoires utilisés semblent être encombrants et ne ressemblent pas à la forme moderne de la danse. La danse du dragon moderne utilise une structure légère manipulée par une douzaine d'hommes utilisant des bâtons à intervalles réguliers le long du dragon, et certaines formes du dragon peuvent être très longues et impliquer des centaines d'interprètes. Il existe plus de 700 danses du dragon différentes en Chine.

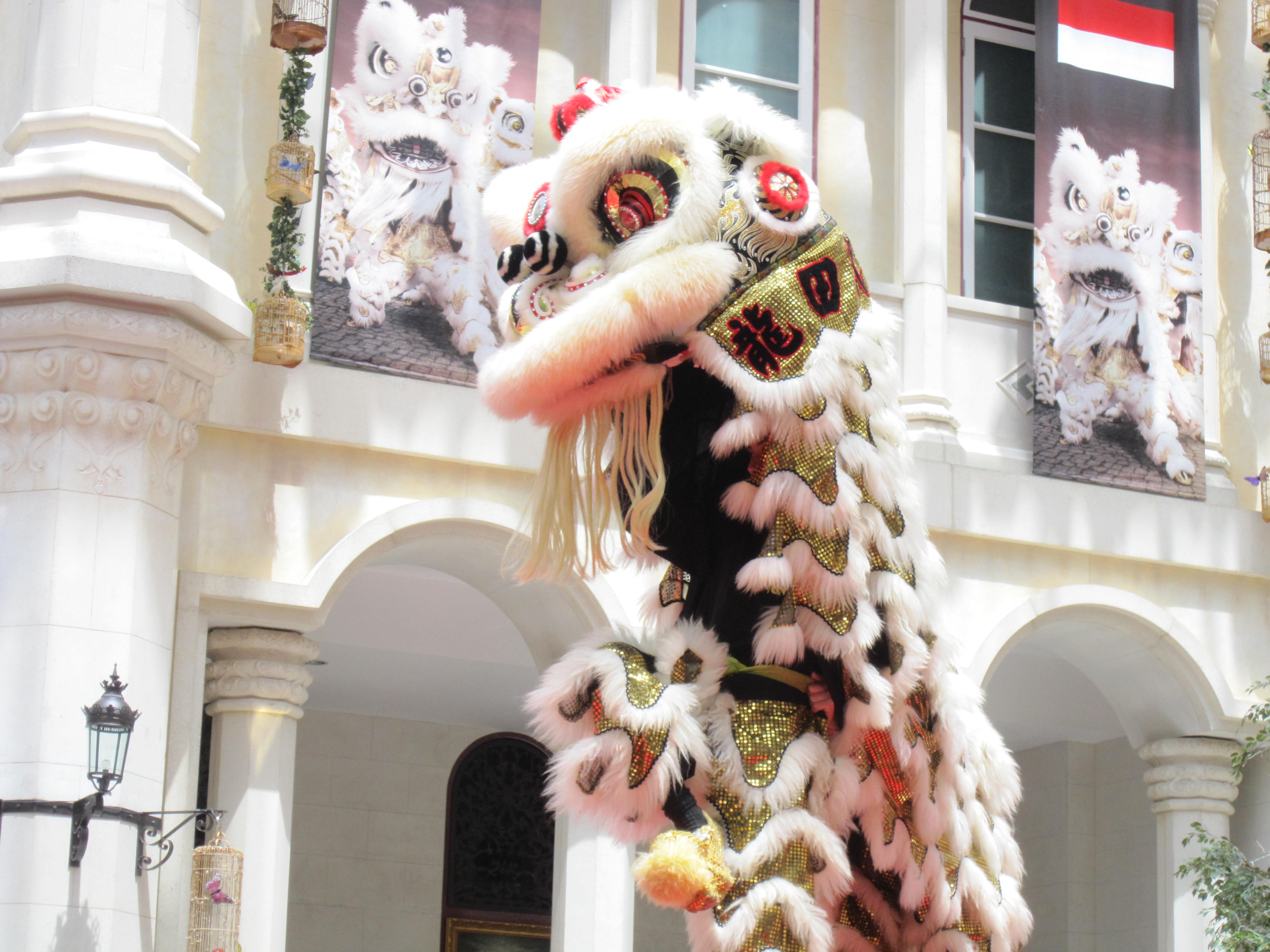
Une danse du lion.

Il a été suggéré que la danse du lion est introduite de l'extérieur de la Chine, car le lion n'est pas originaire de Chine, et le mot chinois pour le lion lui-même, shi (獅), peut avoir été dérivé du mot persan šer. Des descriptions détaillées de la danse du lion apparaissent durant la dynastie Tang et elle est ensuite reconnue comme une importation étrangère, mais la danse aurait existé en Chine dès le troisième siècle de notre ère. Les origines supposées de la danse comprennent l'Inde et la Perse,  et durant les Dynasties du Sud et du Nord, elle est associée au bouddhisme. À la cour des Tang, la danse du lion est appelée la Grande Musique de la Paix (太平樂) ou la Danse du Lion des Cinq Directions (五方師子舞) avec cinq grands lions de couleurs différentes, mesurant chacun plus de 3 mètres de haut et chacun avec 12 "garçons de lion", et avec les lions taquinés par des interprètes maniant des fouets rouges. Une autre version est interprétée par deux personnes et est décrite par le poète Tang Bai Juyi dans son poème "Arts du Liang occidental" (西凉伎), où les danseurs portent un costume de lion composé d'une tête en bois, d'une queue en soie et d'un corps en fourrure, avec des yeux dorés d'or, des dents plaquées d'argent, et des oreilles qui bougent, une forme qui ressemble à la danse du lion d'aujourd'hui. Divers instruments sont inclus dans les danses du lion, tels que des gongs, des tambours et des cymbales. Toute la musique est synchrone avec les mouvements des danses du Lion. Il existe deux formes principales de danse du lion chinoise, le Lion du Nord et le Lion du Sud. Le Lion du Nord est plus réaliste que le Lion du Sud, mais ce dernier détient plus de puissance. Une forme de danse du lion se trouve également au Tibet où elle est appelée la danse du lion des neiges.